# Alexander Vindman

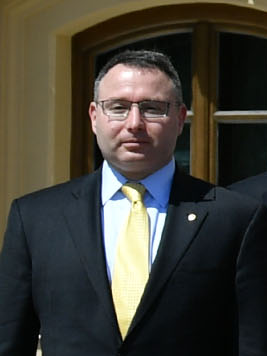
Alexander Vindman (2019)

Alexander Semyon Vindman (* 6. Juni 1975 in Kiew, Ukrainische SSR) ist ein Oberstleutnant a. D. der US Army. Ab 2008 war er als sogenannter Foreign Area Officer (FAO) Experte für politisch-militärische Operationen im Ausland mit Spezialisierung auf den eurasischen Raum, insbesondere die Ukraine. Von 2018 bis zu seiner Entlassung 2020 diente er als Direktor für europäische Angelegenheiten im Nationalen Sicherheitsrat der USA.

## Frühe Jahre/Ausbildung
Alexander Vindman und sein Zwillingsbruder Yevgeny wurden in eine jüdische Familie in Kiew, damals Hauptstadt der Ukrainischen SSR, geboren. Ihr Vater Semyon Vindman fasste 1979 nach dem Tod seiner Frau in Kiew den Entschluss, mit Alexander und dessen Zwillingsbruder, deren älterem Bruder Leonid und seiner Schwiegermutter in die Vereinigten Staaten auszuwandern. Alexander war damals drei, Leonid elf Jahre alt. Via Italien reisten sie nach New York City und lebten dort im Immigrantenviertel Brighton Beach im Stadtteil Brooklyn, das wegen seines hohen Anteils an Flüchtlingen aus Russland und der Ukraine auch „Little Odessa“ oder „Little Russia“ genannt wird. Der Vater hielt die Familie zunächst mit mehreren Jobs über Wasser und bildete sich schließlich zum Ingenieur weiter. Nachdem Alexander Vindman, wie auch sein Zwillingsbruder, die Binghamton University im Jahre 1998 mit einem Bachelor-Titel abgeschlossen hatte, schlugen beide die Offizierslaufbahn bei der US Army ein. Sie eiferten ihrem älteren Bruder Leonid nach, der schon vor ihnen der US Army beigetreten war. Leonid (Simon) Vindman wurde später Investment Banker; die Zwillinge blieben beim Militär.

## Karriere
Im Verlauf seiner Militärzeit wurde Alexander Vindman u. a. in Südkorea und Deutschland stationiert. Er nahm am Irakkrieg teil, wurde durch eine Sprengfalle schwer verwundet und mit dem „Purple Heart“ ausgezeichnet. 2008 wurde er zum Major und am 8. September 2015 zum Oberstleutnant befördert. In den Nullerjahren spezialisierte er sich auf den eurasischen Raum und besuchte das Davis Center for Russian and Eurasian Studies der Harvard University, das er mit einem M.A. für Studien zu Russland, Europa und Zentralasien absolvierte. Seit 2008 war er Foreign area officer (FAO) – Experte für politisch-militärische Operationen im Ausland – spezialisiert auf den eurasischen Raum, insbesondere die Ukraine. Zwischen 2012 und 2014 wurde er an die US-Botschaften in Moskau und Kiew entsandt. Nach seiner Rückkehr nach Washington, D.C. wurde er Offizier für politisch-militärische Angelegenheiten mit Schwerpunkt Russland für den Vorsitzenden der Joint Chiefs of Staff. Im Juli 2018 stieg er schließlich zum führenden Ukraine-Experten im Nationalen Sicherheitsrat (NSC) auf, wo sein Zwillingsbruder Yevgeny bereits als Jurist tätig war.
Während Vindman beim NSC arbeitete, gehörte er der US-Delegation an, die an der Amtseinführung von Wolodymyr Selenskyj teilnahm.
Am 8. Juli 2020 gab er bekannt, dass er seinen Dienst in den Streitkräften quittiere. Er sei seit seiner Aussage im Impeachment gegen Donald Trump einer Kampagne von Mobbing, Einschüchterung und Vergeltung durch US-Präsident Trump ausgesetzt gewesen.

## Anhörung vor den Untersuchungskomitees des Repräsentantenhauses im Rahmen der Ukraine-Affäre
Am 29. Oktober 2019 wurde Vindman im Rahmen der Ermittlungen zur Ukraine-Affäre von den Untersuchungskomitees des Repräsentantenhauses (United States House Permanent Select Committee on Intelligence, United States House Committee on Foreign Affairs, United States House Committee on Oversight and Reform) vorgeladen, um zum Inhalt des Telefonats auszusagen, das am 25. Juli 2019 zwischen Präsident Trump und dem ukrainischen Präsidenten Selenskyj stattgefunden hatte. Vindman hatte das Telefonat des Präsidenten im Situation Room des Weißen Hauses mitverfolgt. Vindman sagte aus, Trump habe seine Wünsche an die Ukraine – Ermittlungen gegen die Burisma Holdings, Hunter und Joe Biden wiederaufzunehmen bzw. neu einzuleiten – deutlich konkreter formuliert als dies in dem vom Weißen Haus veröffentlichten Transkript steht.
In seinem „Opening Statement“ vom 29. Oktober 2019 erklärte Vindman:
"In the Spring of 2019, I became aware of outside influencers promoting a false narrative of Ukraine inconsistent with the consensus views of the interagency. This narrative was harmful to U.S. government policy. While my interagency collegues and I were becoming increasingly optimistic on Ukraine’s prospects, this alternative narrative underminded U.S. government efforts to expand cooperation with Ukraine.”
„Im Frühjahr 2019 wurde ich auf externe Einflussnehmer aufmerksam, die ein falsches Narrativ der Ukraine vorantrieben, das im Widerspruch zur übereinstimmenden Ansicht sämtlicher [anderer] Dienststellen stand. Dieses Narrativ (Darstellung) war schädlich für die Politik der US-Regierung. [Und] während meine Kollegen aus den anderen Dienststellen und ich die Perspektive der Ukraine zunehmend optimistisch beurteilten, untergrub diese alternative Darstellung die Bemühungen der US-Regierung, die Zusammenarbeit mit der Ukraine auszubauen.“
Vindmans Beurteilung entsprach den Aussagen des damaligen Geschäftsträgers (Chargé d’Affaires ad interim) der US-Botschaft in der Ukraine William B. Taylor junior, die dieser am 22. Oktober vor dem House Untersuchungskomitee gemacht hatte. Taylor hatte in seinem Opening Statement erklärt:
„…Ich fand eine verwirrende und ungewöhnliche Anordnung der US-Politik gegenüber der Ukraine vor. Es schien zwei Kanäle von U.S.-Politikgestaltung und Umsetzung zu geben, einen regulären und einen höchst irregulären. Als Missionschef hatte ich Autorität über die regulären, formellen diplomatischen Prozesse, einschließlich des Großteils der US-Bemühungen, die Ukraine gegen die russische Invasion zu unterstützen und ihr bei der Korruptionsbekämpfung zu helfen. Dieser reguläre Kanal von US-Politikgestaltung hat beständig starke, parteiübergreifende Unterstützung gehabt, sowohl im Kongress als auch in allen Verwaltungen, seit der Unabhängigkeit der Ukraine von Russland im Jahr 1991. Zur gleichen Zeit gab es jedoch einen irregulären, informellen Kanal von U.S. Politikgestaltung in Bezug auf die Ukraine, einen, dem der Sonderbeauftragte [für die Ukraine] Volker, Botschafter Sondland, Energieminister Rick Perry und wie ich später erfuhr, Herr Giuliani angehörte. …“ Dieser irreguläre Channel bzw. die von ihm genannten Personen hätten laut Taylor versucht, die US-Außenpolitik gegenüber der Ukraine für (ihre) parteipolitische(n) Ziele zu instrumentalisieren bzw. zu missbrauchen.
Vindman erklärte weiter, er habe bei zwei Gelegenheiten seine Bedenken wegen der Regierungsbemühungen bezüglich der Ukraine an den leitenden Rechtsanwalt des Nationalen Sicherheitsrats (United States National Security Council – NSC) weitergemeldet.
Die erste Meldung habe er nach einem Treffen am 10. Juli 2019 zwischen Oleksandr Danyljuk, dem Sekretär des Nationalen Sicherheits- und Verteidigungsrates der Ukraine und Trumps Nationalem Sicherheitsberater John Bolton gemacht.
An diesem Treffen hätten auch der Sonderbeauftragte für die Ukraine Kurt Volker, der US-Botschafter bei der EU Gordon Sondland und Energieminister Rick Perry teilgenommen. Sondland habe während dieser Besprechung von der Ukraine „spezifische“ Ermittlungen verlangt, als Bedingung für ein Treffen mit Trump. In einer auf dieses Treffen folgenden Nachbesprechung habe Sondland dann die Bedeutung unterstrichen, dass die Ukraine Ermittlungen gegen Burisma Holdings, Hunter und Joe Biden durchführe. Daraufhin habe Vindman Sondlands Ansinnen als unangemessen bezeichnet und ihn darauf hingewiesen, dass solche Ermittlungen nichts mit der nationalen Sicherheit zu tun hätten, dass das NSC in solche Ermittlungen nicht verwickelt werden möchte, noch dass es sie fördern/fordern würde. Vindmans Vorgesetzte Fiona Hill wies Sondlands Forderung ebenfalls weit von sich. Vindman und Hill meldeten ihre Bedenken dem leitenden Anwalt des NSC.
Am 25. Juli 2019 hörten Vindman und einige andere Mitglieder des NSC das Telefonat zwischen Trump und Wolodymyr Selenskyj im Situation Room des Weißen Hauses mit.
Vor dem Ausschuss sagte er:
“I was concerned by the call. I did not think it was proper to demand that a foreign government investigate a U.S. citizen, and I was worried about the implications for the U.S. government’s support of Ukraine. I realized that if Ukraine pursued an investigation into the Bidens and Burisma, it would likely be interpreted as a partisan play which would undoubtedly result in Ukraine losing the bipartisan support it has thus far maintained. This would all undermine U.S. national security.”
„Ich war besorgt über den Anruf. Ich hielt es für unangebracht, von einer ausländischen Regierung die Untersuchung eines US-Bürgers zu verlangen, und ich war besorgt über die Auswirkungen auf die Unterstützung der Ukraine durch die US-Regierung. Ich erkannte, dass eine Untersuchung der Bidens und Burismas durch die Ukraine wahrscheinlich als parteipolitisches Spiel interpretiert werden würde, das zweifellos dazu führen würde, dass die Ukraine die parteiübergreifende Unterstützung verlieren würde, die bis dahin aufrecht erhalten wurde. Dies würde die nationale Sicherheit der USA untergraben.“
Erneut habe er seine Bedenken dem leitenden Anwalt des NSC mitgeteilt.
Nachdem der US-Senat Präsident Trump im Amtsenthebungsverfahren freigesprochen hatte, entließ Trump Anfang Februar 2020 eine Reihe hochrangiger Mitarbeiter, deren Aussagen ihn im Verfahren belastet hatten. Vindman wurde nach seiner Entlassung vom Gelände des Weißen Hauses eskortiert. Zeitgleich verlor auch sein Zwillingsbruder Yevgeny seinen Posten beim National Security Council. Donald Trump selbst gab nicht zu, die Entlassungen veranlasst zu haben, sondern deutete an, sie seien Teil eines Umbaus des National Security Council. In einem Beitrag in der Washington Post verteidigte Vindman am 1. August 2020 seine Aussagen vor dem Untersuchungsausschuss. Er werde sich auch als Zivilist weiterhin für die Nation einsetzen.

## Weiterer Lebenslauf
Im November 2020 wurde Vindman Mitglied des nationalen Sicherheitsblogs Lawfare. Zusätzlich absolviert er seit Ende 2020 eine Ausbildung an der Paul H. Nitze School of Advanced International Studies mit dem Ziel, einen Ph.D. in internationalen Beziehungen zu erwerben.
Im Zusammenhang mit dem Konflikt in der Ukraine warnte Vindman im Januar 2022 vor einem großen europäischen Krieg mit Luftschlägen, der Marine und Angriffen mit Bodentruppen.